# Fabio Depaoli
Fabio Depaoli (* 24. April 1997 in Sopramonte) ist ein italienischer Fußballspieler.

## Karriere

### Verein
Er wurde in der Jugend von Chievo Verona ausgebildet, 2016 wurde er in den Profikader aufgenommen. Er debütierte am 12. März 2017 bei einer Serie-A-Partie gegen den FC Empoli, als er in der 87. Minute für Përparim Hetemaj eingewechselt wurde. Im Juni 2019 wechselte er zu Sampdoria Genua und wird von dort aus regelmäßig verliehen.

### Nationalmannschaft
Für die italienische U21 wurde er am 17. Mai 2017 bei einem Freundschaftsspiel gegen Ungarn erstmals eingesetzt und erzielte auch gleich seinen Premierentreffer. Allerdings verlor Italien das Spiel mit 2:6.